# Calyptranthes arenicola
Calyptranthes arenicola är en myrtenväxtart som beskrevs av Ignatz Urban. Calyptranthes arenicola ingår i släktet Calyptranthes och familjen myrtenväxter. IUCN kategoriserar arten globalt som akut hotad. Inga underarter finns listade i Catalogue of Life.